# Klaus Michael Meyer-Abich

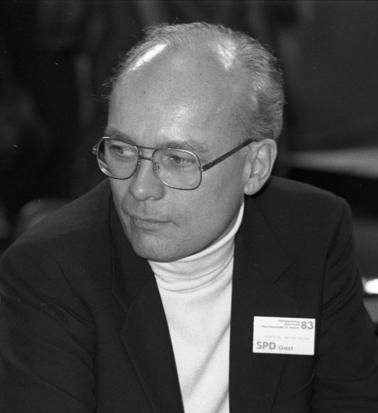
Klaus Michael Meyer-Abich beim SPD-Wahlparteitag 1983 in der Westfalenhalle in Dortmund

Klaus Michael Meyer-Abich (* 8. April 1936 in Hamburg; † 19. April 2018) war ein deutscher Physiker und Naturphilosoph. Meyer-Abich war von 1984 bis 1987 Wissenschaftssenator in Hamburg und bis zu seiner Emeritierung Professor für Naturphilosophie an der Universität Essen.

## Leben
Klaus Michael Meyer-Abich wurde 1936 als Sohn des Naturphilosophen Adolf Meyer-Abich (1893–1971) und der Schriftstellerin Siever Johanna Meyer-Abich (1895–1981) geboren. Sein älterer Bruder war der Marineoffizier und Geologe Helmut Meyer-Abich. Er war mit der Landschaftsarchitektin Ingrid Meyer-Abich verheiratet.

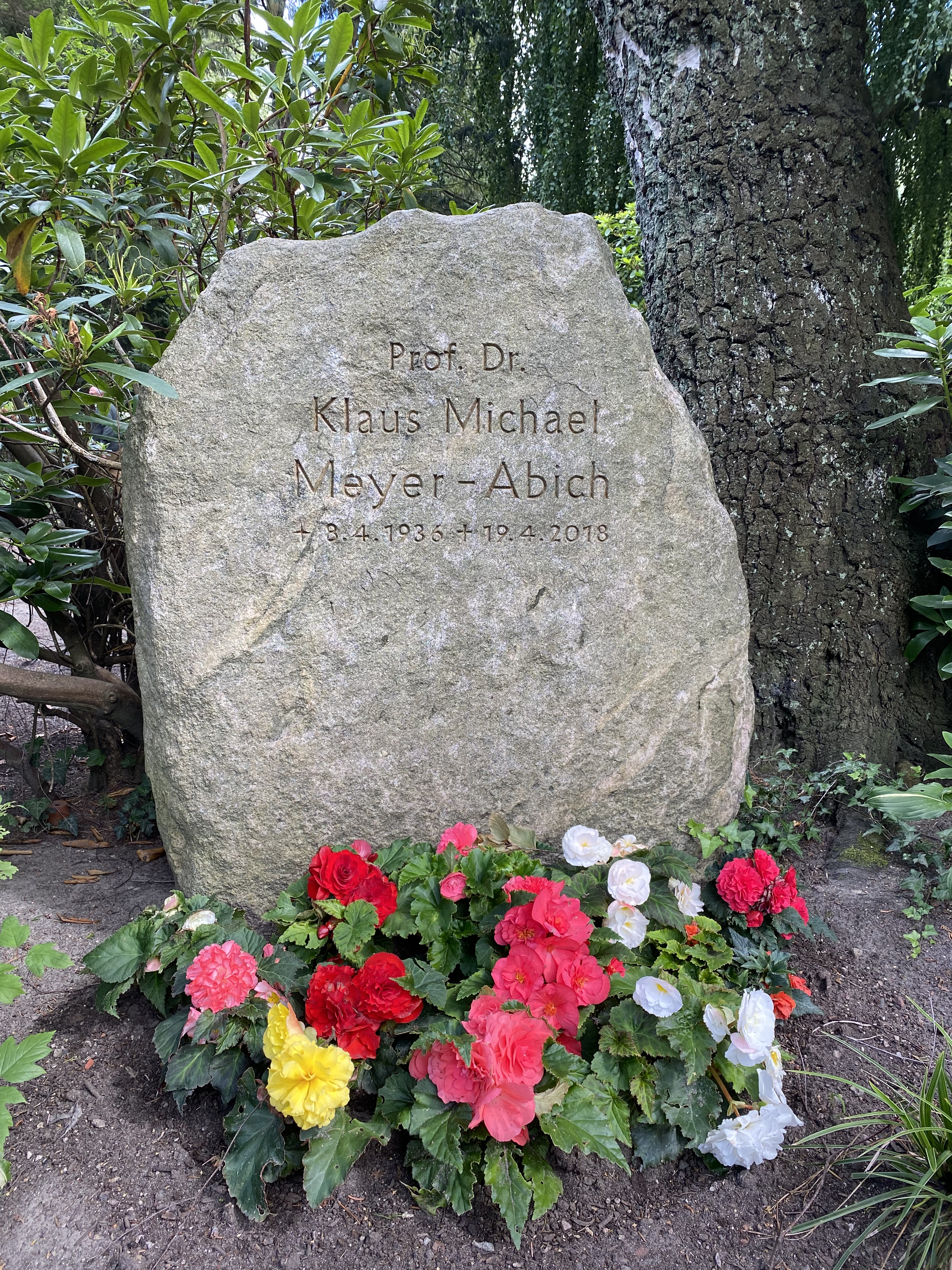
Grabstätte

Meyer-Abich studierte Physik, Philosophie und Wissenschaftsgeschichte in Hamburg, Göttingen, Bloomington und Berkeley. Er machte sein Physik-Diplom im Jahr 1961 und promovierte 1964 im Fach Philosophie. Anschließend war er unter anderem Mitarbeiter Carl Friedrich von Weizsäckers an der Universität Hamburg. Seit 1966 wirkte er zudem (nebenamtlich) als Studienleiter an der Evangelischen Akademie Hofgeismar. Von 1970 bis 1972 war er Mitarbeiter am Max-Planck-Institut zur Erforschung der Lebensbedingungen der wissenschaftlich-technischen Welt in Starnberg, an dem Weizsäcker einer der Direktoren war. 1972 wurde er zum ordentlichen Professor für Naturphilosophie an die Universität Essen berufen.
Meyer-Abich amtierte von 1976 bis 1981 als Vorstandsvorsitzender der Vereinigung Deutscher Wissenschaftler. Von 1979 bis 1982 war er Mitglied der Enquete-Kommission „Zukünftige Kernenergiepolitik“ des Deutschen Bundestages und von 1984 bis 1987 parteiloser Senator für Wissenschaft und Forschung in Hamburg. Von 1987 bis 1994 war er Mitglied der Enquete-Kommission „Schutz der Erdatmosphäre“ des Deutschen Bundestages.
In zahlreichen Publikationen entwickelte er sein Konzept vom „Frieden mit der Natur“.
Klaus Meyer-Abich verstarb wenige Tage nach Vollendung seines 82. Lebensjahres und wurde auf dem Nienstedtener Friedhof in seiner Geburtsstadt beigesetzt.

## Monografien (Auswahl)
- Korrespondenz, Individualität und Komplementarität. Wiesbaden, 1965.
- Wie möchten wir in Zukunft leben : der «harte» und der «sanfte» Weg. Mit Bertram Schefold. München, C.H. Beck, 1981
- Wege zum Frieden mit der Natur. Praktische Naturphilosophie für die Umweltpolitik. München, Hanser, 1984. ISBN 3-446-14131-6.
- AUSgebrütet – Argumente zur Brutreaktorpolitik. Hrsg. zusammen mit Ueberhorst, Reinhard. Birkhäuser, Basel, 1985. ISBN 3-7643-1701-9.
- Wissenschaft für die Zukunft. Holistisches Denken in ökologischer und gesellschaftlicher Verantwortung. München, 1988.
- Aufstand für die Natur. Von der Umwelt zur Mitwelt. München, 1990.
- Praktische Naturphilosophie für die Umweltpolitik. Erinnerungen an einen vergessenen Traum. München, 1997.
- Peter Frieß, Andreas Fickers (Hrsg.): Klaus Michael Meyer-Abich und Horst-Eberhard Richter sprechen über die Angst vor der Technik (= TechnikDialog, Heft 9). Deutsches Museum / Lemmens, Bonn, 1997. ISBN 3-932306-06-6.
- Was es bedeutet, gesund zu sein : Philosophie der Medizin. Hanser, München, 2010. ISBN 978-3-446-23413-0.
- Klaus Michael Meyer-Abich [Hrsg.]: Vom Baum der Erkenntnis zum Baum des Lebens : ganzheitliches Denken der Natur in Wissenschaft und Wirtschaft ; [im Rahmen des Forschungsprojektes „Kulturgeschichte der Natur“ entstanden]. C.H. Beck, München, 1997.